# Malko Tondella
Malko Tondella (Pieve di Cadore, 24 aprile 1977) è un giocatore di curling italiano, di Cortina d'Ampezzo atleta del Curling Club Tofane.

## Carriera agonistica

### Nazionale
Il suo esordio con la nazionale italiana misti di curling è stato il campionato europeo misto del 2010, disputato a Greenacres, in Scozia: in quell'occasione l'Italia si piazzò al ventunesimo posto. In quell'occasione la squadra nazionale era formata dalla squadra del Curling Club Tofane, campionessa in carica del campionato italiano misto. La squadra era composta oltre che da Malko (che aveva il ruolo di viceskip nella squadra) dall'olimpionica Diana Gaspari come skip (caposquadra),  Marcello Pachner come laed e Sonia Dibona come second. Roberto Fassina e Chiara Olivieri erano riserve. In totale Tondella partecipa a due campionati europei misti.
CAMPIONATI
Nazionale misti: 15 partite
- Europei misti
  - 2010 Greenacres ( Scozia) 21°
  - 2013 Edimburgo ( Scozia) 10°

### Campionato italiano
Malko ha preso parte ai campionati italiani di curling con il Curling Club Tofane ed è stato 2 volte campione d'Italia:
- Italiani misti:
  - 2009 
  - 2010  con Diana Gaspari,  Marcello Pachner, Sonia Dibona, Roberto Fassina e Chiara Olivieri
  - 2011 
  - 2013  con Federica Apollonio, Marcello Pachner, Stefania Menardi e Guido Fassina
- Italiani doppio misto:
  - 2013  con Stefania Menardi

## Vita privata
Tondella lavora come assicuratore.